# Un militare e mezzo
Un militare e mezzo è un film del 1960 diretto da Steno.

## Trama
Nicola Carletti, uomo sulla cinquantina da sempre vissuto in America, torna in Italia con la famiglia per tentare il successo economico vendendo il "digerfriz", un farmaco contro i disturbi digestivi.
Giunto in Italia, però, viene forzatamente arruolato nell'esercito perché renitente alla leva. Nella caserma viene subito preso di mira dal severo maresciallo Rossi e mal si adatta alla legge e alla rigorosa disciplina della vita militare.
Carletti fa di tutto pur di uscirne al più presto per tornare ai suoi affari farmaceutici. L'unica speranza di uscirne sembra arruffianarsi il colonnello della caserma, affetto da problemi di digestione, per cui il digerfritz potrebbe essere risolutivo.
Tra mille peripezie e sotterfugi Carletti cerca di portare al termine un contratto di fornitura ad una casa farmaceutica spinto dal suo capo Roy Harrison. Si creano, quindi, fraintendimenti e intrecci che coinvolgono anche la figlia di Carletti, Mary, il sottotenente Giorgio Strazzonelli e la figlia dell maresciallo Rossi, Anita.
Anita, infatti, è gelosissima e trova il suo fidanzato Giorgio con Mary e fa una scenata; nell'inseguimento di Anita, però nasce del tenero tra Mary e Giorgio, mentre Anita finge di avere una relazione proprio con Roy Harrison, che alla fine si innamora realmente di Anita e rivela al maresciallo Rossi essere un Maggiore dell'aeronautica statunitense.
Si formano, così le due coppie e anche l'affare per Carletti va per la meglio.